# Mentzelia integra
Mentzelia integra là một loài thực vật có hoa trong họ Loasaceae. Loài này được (M.E. Jones) Tidestr. mô tả khoa học đầu tiên năm 1925.